# Tasiocera (Tasiocera) diaphana
Tasiocera (Tasiocera) diaphana is een tweevleugelige uit de familie steltmuggen (Limoniidae). De soort komt voor in het Australaziatisch gebied.